# Массовое убийство в Сан-Мигель-Каноа
Массовое убийство в Сан-Мигель-Каноа — самосуд, учинённый в Сан-Мигель-Каноа (штат Пуэбла, Мексика) 14 сентября 1968 года во время студенческих волнений. Ультраправый священник Энрике Меса Перес спровоцировал толпу жителей деревни напасть на пятерых туристов-альпинистов, в которых он ошибочно распознал активистов студенческого движения и коммунистов.
Даже спустя более 50 лет после событий в Сан-Мигель-Каноа это преступление остаётся нераскрытым. Священник Энрике Меса Перес, и те, кто был причастен к убийствам — вдохновители и исполнители — не понесли никакого наказания.

## Ход событий
В сентябре 1968 года пятеро сотрудников Автономного университета Пуэблы решили взойти на гору Ла-Малинче в  горной системе Сьерра-Мадре Восточная. Однако им из-за неблагоприятных погодных условий пришлось переночевать в деревне Сан-Мигель-Каноа. По прибытии местный священник Энрике Меса Перес решил, что это «коммунисты» и спровоцировал жителей деревни к беспорядкам и убийствам постояльцев. Большая часть населения говорила на языке науатль, не читала и не смотрела телевизор и, следовательно, не знала о студенческом движении 1968 года. Жители деревни были разбужены, после чего, вооружившись мачете, палками и факелами, направились к дому, где разместились молодые люди, убив троих из пяти, а также хозяина дома.

## Жертвы преступления
В ходе событий пострадало семь человек, четверо погибли — Лукас Гарсия, Одилон Гарсия, Рамон Гутьеррес, Хесус Каррильо, трое было тяжело ранено — Хулиан Гонсалес, Роберто Рохано и Мигель Флорес.

## Последствия
Две недели спустя произошел связанный с этим инцидент — резня в Тлателолько, в ходе которой правительственные силы, подавляя студентов и других протестующих левых взглядов, убили несколько сотен человек. Бойня в Тлателолько в значительной степени затмила освещение резни в Сан-Мигель-Каноа.
В 1976 году режиссёром Фелипе Касальсом был снят художественный фильм «Каноа», в основе сюжета которого лежат события 14 сентября 1968 года. На Берлинском фестивале фильм был отмечен Специальным призом жюри, кроме того, он занимает 14-е место в списке 100 лучших фильмов мексиканского кино.